# Manuel Mesa
Manuel Mesa Quirós, detto anche Manolo Mesa (San Roque, 26 dicembre 1952), è un ex calciatore spagnolo, di ruolo centrocampista.

## Caratteristiche tecniche
Centrocampista di corsa e fisicità, era soprannominato Siete Pulmones per la sua resistenza.

## Carriera

### Club
Iniziò a giocare a livello professionistico in Tercera División spagnola con la Real Balompédica Linense.
Dopo tre stagioni, all'età di 23 anni, fu ingaggiato dallo Sporting Gijón, che giocava in massima serie. Esordì quindi nella Liga spagnola, il 28 dicembre 1975, contro il Salamanca, con Pierre Sinibaldi come allenatore. Lo Sporting in quel periodo si consolidò come una presenza fissa nella massima serie spagnola, ottenendo buoni risultati tanto in campionato che in coppa. Nel 1977-1978 il club rojiblanco si classificò quinto in campionato, miglior risultato fino ad allora, ottenendo il diritto di partecipare per la prima volta ad una competizione europea, la Coppa UEFA dell'anno successivo. Nella stagione 1978-1979 lo Sporting si laureò vicecampione di Spagna, migliorando il proprio record e terminando il campionato a quattro lunghezze dal Real Madrid campione. Nel 1981 e nel 1982 il team asturiano fu inoltre finalista della Coppa del Re, venendo sconfitto in entrambe le occasioni, prima dal Barcellona e poi dal Real Madrid.
Nel 1987, all'età di 35 anni, Mesa, dopo 12 stagioni allo Sporting, ritornò alla Linense (nella Segunda División B).
Successivamente giocò per tre stagioni con lo Xerez nella Segunda División.
Chiuse la carriera nel 1992 dopo un'ultima annata alla Linense.

### Nazionale
Disputò due partite con la Nazionale spagnola, la prima il 14 dicembre 1979 in un'amichevole a Cadice (a poca distanza dalla sua cittadina di nascita), persa per 1-3 contro la Danimarca. In quell'occasione segnò anche un gol.
La seconda partita la giocò il 16 aprile 1980, sempre in amichevole, a Gijón (proprio nello stadio del suo Sporting) contro la Cecoslovacchia.

## Palmarès

### Club

#### Competizioni nazionali
- Segunda División spagnola: 1

Sporting Gijón: 1976-1977